# Parada de Nuzedo
La Parada de Nuzedo es una plataforma ferroviaria desactivada de la Línea del Corgo, que servía a la localidad de Nuzedo, en el ayuntamiento de Valpaços, en Portugal.

## Historia
En el proyecto para el tramo entre Ribeiro de Varges y la Estación de Pedras Salgadas, aprobado por una ordenanza del 14 de septiembre de 1905, estaba planeada la instalación de un apeadero para servir a las poblaciones de Nuzedo, Sampaio y Vila Meã.; el tramo entre Vila Real y Pedras Salgadas fue inaugurado el 15 de julio de 1907.
El tramo entre Chaves y Vila Real fue cerrado en 1990.